# 本宮市立本宮第一中学校
本宮市立本宮第一中学校（もとみやしりつ もとみやだいいちちゅうがっこう）は、福島県本宮市に所在する公立中学校。通称「一中」、「本一」（もといち）。

## 所在地
- 福島県本宮市本宮字懸鉄15
- 学校広報名称も「かんかね」である。

## 概要
- 1947年 - 新制中学制度。本宮小学校の一部を借用し開校。名称は「本宮中学校」。
- 1955年 - 近隣村との合併により名称を「本宮第一中学校」に改称。
- 2007年 - 「本宮市立本宮第一中学校」に改称。

## 部活動
在籍生徒は基本的にいずれかの部活に参加しなければならないが、特殊事情（水泳の強化選手やテニスクラブ、卓球道場に通う生徒）などは保護者、校長の承諾を得て参加しなくてもよいことになっている。そのため、数々の名選手や全国大会に出場した選手などを育てている。最近では、全国、東北大会に出場する部も多くなってきている。
- 野球部
- ソフトボール部
- サッカー部
- 陸上部
- バレーボール部（女子のみ）
- バスケットボール部（男女）
- バドミントン部
- ハンドボール部
- ソフトテニス部（男女）
- 卓球部（男女）
- 柔道部
- 剣道部（男女）
- 吹奏楽部
- 美術部

## その他
- 校歌の作曲は古関裕而。
- 屋上は、ある事件があり封鎖を行った。
- 数々の伝統を受け継いでいる。このことで「日本一の学校」を目指している。（校歌、返事、あいさつ、無言清掃など）
- 体育館は歴史あり、昭和39年から使用されている。現在は耐震などの問題から使用されていない。
- 体育の授業は、すぐ隣の体育館（旧本宮体育館）を使用している。
- 学校内で、全授業終了後に行われる清掃活動では、無言清掃を徹底しており、委員会の中の「生活委員」は、〈週番〉として清掃中に見回り、清掃中笑っていた、喋っていた、帽子（三角巾）を忘れたなどの禁止事項に当てはまる生徒は、清掃終了後、放送で名前を呼ばれ良かったところも呼ばれるものの、悪かったところで呼ばれた生徒は先生に注意、又は指導を受ける。なお、2011年度からは帽子（三角巾）をかぶらなくてもよいようになった。
- 校舎内からは安達太良山が望める。ほかに高い建物がないため、よく見える。
- 男子生徒の丸刈りは平成5年まで行っていた。
- 生徒会活動も活発であいさつ運動などを積極的に行っている。
- 芸能人の三瓶も卒業生の一人である。
- 東日本大震災後、耐震工事を始める。
- 体育館に繋がる新しく連絡橋を建設し、使い易くなった。

## 市内の中学校
- 本宮市立本宮第二中学校
- 本宮市立白沢中学校